# Steiner Davis Records
Steiner Davis Records war ein amerikanisches Plattenlabel, das zwischen 1944 und 1955 aktiv war.
Das unabhängige, in Chicago ansässige Plattenlabel Steiner Davis (abgekürzt S&D) wurde von den beiden Schallplattensammlern John Steiner (1908–2000) und Hugh Davis († 1948) im Januar 1944 gegründet. Steiner und Davis konzentrierten sich zunächst auf die Wiederveröffentlichung älterer Jazzaufnahmen von Paramount Records aus den 1920er- und 1930er-Jahren; die beiden hatten jedoch schon vier Jahre zuvor damit begonnen, für das von Steiner revitalisierte Paramount-Label Musiker aufzunehmen, die im traditionellen Stil spielten. Sitz des Labels war Steiners eigenes Haus (104 East Bellevue Place); Steiner und Davis betrieben aber keinen Plattenladen, um ihre 78er zu verkaufen, sondern präsentierten sie bei Sammlermärkten. Sie hatten jedoch Probleme, ihre 78er-Platten zu vernünftigen Konditionen und entsprechender Qualität pressen zu lassen. Im Februar 1945 verkaufte Davis seine Geschäftsanteile an Steiner, der das Label alleine weiter betrieb. Steiner verlegte seinen Wohn- und Geschäftssitz in das Uptown Playhouse Theater, in dem er als Promoter arbeitete. Ein Brand in dem Theater vernichtete 1946 das Material von S&D Records und sämtliche Dokumente. Nach einem Umzug im Juni 1947 nach Downtown Chicago (8 South Dearborn Street) leitete Steiner eine Plattentauschbörse für seltene Jazzplatten.
Erste Veröffentlichung war Cassino Simpsons Coverversion von After You’ve Gone von 1942. Neben Wiederveröffentlichungen alter Paramount-Aufnahmen aus den 1920er-Jahren von King Oliver (Mabel’s Dream, 1923) und Jelly Roll Morton (Mr. Jelly Lord, 1924) veröffentlichte man auf dem Label 1944–47 neue Aufnahmen von Bud Freeman, Jack Gardner/Baby Dodds, Tut Soper, Red Nichols (Lonesome Lovesick Blues) und des Red Norvo/Stuff-Smith-Quartetts; ferner einen Mitschnitt des Duke Ellington Orchestra aus dem Civic Opera House von 1944. Mitte der 1950er-Jahre entstanden noch Aufnahmen der Wiggs/Burke Big Four. Steiner, der selbst Jazzpianist war, nahm außerdem Musik der Pianisten Cow Cow Davenport und Frank Melrose auf, die aber z. T. wegen Überlänge in den 1940er-Jahren nicht veröffentlicht werden konnte.